# Max Baldry
Maxim Alexander Baldry, más conocido como Max Baldry (Redhill, 5 de enero de 1996), es un actor británico.

## Vida personal
Aunque Max Baldry nació en Londres, se educó en Moscú, Rusia  y en Varsovia, Polonia, donde asistió a la escuela cuando su padre trabajaba para la empresa Cadbury, antes de regresar finalmente a Inglaterra en 2003. Habla ruso e inglés con fluidez. En 2008 asistió a la Stoke Mandeville Combined School, una prestigiosa escuela de Buckinghamshire, en Inglaterra, donde participó en muchas actividades deportivas. Además, asistió clases de danza, canto y teatro en la escuela teatral Jackie Palmer. Sus padres son Simon Baldry y Carina Baldry.

## Carrera
Baldry interpretó al personaje de Stepan en Las vacaciones de Mr. Bean y apareció en Kleine Eisbär 2 (2005), así como en la serie de televisión Roma en tres episodios interpretando al personaje histórico de Cesarión, hijo de Julio César y Cleopatra. Ha representado asimismo el papel de Viktor Goraya en la distópica serie de Years and Years (2019).

## Filmografía
| Año       | Película                                                | Papel         |
| --------- | ------------------------------------------------------- | ------------- |
| 2005      | El osito polar 2 - La Isla Misteriosa                   | Chucho (voz)  |
| 2007      | Roma (3 episodios)                                      | Cesarión      |
| 2007      | Las vacaciones de Mr. Bean                              | Stepan        |
| 2016-2017 | Hollyoaks (80 episodios)                                | Liam Donovan  |
| 2018      | Lake Placid: Legacy                                     | Dane          |
| 2019      | Years & Years (6 episodios)                             | Viktor Goraya |
| 2022      | The Lord of the Rings: The Rings of Power (5 episodios) | Isildur       |